# Sistema Europeo de Supervisión Financiera
El Sistema Europeo de Supervisión Financiera (SESF) es el marco de la supervisión financiera en la Unión Europea en funcionamiento desde 2011. El sistema consta de las Autoridades Europeas de Supervisión, la Junta Europea de Riesgo Sistémico, el Comité Mixto de las Autoridades Europeas de Supervisión, y las autoridades nacionales de supervisión de los Estados miembros de la UE. Fue propuesto por la Comisión Europea en 2009 en respuesta a la crisis financiera de 2007-08.

## Autoridades Europeas de Supervisión
Hay tres Autoridades Europeas de Supervisión (AES). Son los responsables de la supervisión microprudencial en el ámbito de la Unión Europea:
- La Autoridad Bancaria Europea (EBA), en Londres (trasladándose a París como muy tarde a finales de marzo de 2019);
- La Autoridad Europea de Valores y Mercados (ESMA), en París; y
- La Autoridad Europea de Seguros y Pensiones de Jubilación (EIOPA) en Fráncfort.

## Junta Europea de Riesgo Sistémico
Para complementar estas autoridades, la Junta Europea de Riesgo Sistémico (JERS) es responsable de la regulación macroprudencial de supervisión en toda la Unión Europea. La conforman representantes del Banco Central Europeo, de los bancos centrales y autoridades supervisoras de los Estados miembros de la Unión, y de la Comisión Europea. La JERS tiene su sede en el BCE en Frankfurt.

## Historia
Un acuerdo para establecer a la EBA en Londres, a ESMA en París y a EIOPA en Frankfurt recibió respaldo del Parlamento Europeo en septiembre de 2010, después de que el acuerdo inicial alcanzado entre la Comisión Europea y los Estados miembros en diciembre de 2009 desencadenó críticas parlamentarias. Las tres instituciones comenzaron a operar el 1 de enero de 2011 y reemplazaron a los Comités de Supervisores.
- EBA reemplazó al Comité de Supervisores Bancarios Europeos;
- ESMA reemplazó al Comité Europeo de Reguladores de Valores; y
- EIOPA reemplazó al Comité de Supervisores Europeos de Seguros y Planes de Pensiones.

### Para más información
- Reglamento (UE) Nº 1092/2010
- Informe Larosière
- Commission, European financial supervision (2009) (en inglés)
- «European financial supervision» (pdf). European Commission. 27 de mayo de 2009. Consultado el 15 de enero de 2011. (en inglés)
- «Proposal for ... establishing a European Banking Authority» (pdf). European Commission. 23 de septiembre de 2009. Consultado el 15 de enero de 2011. (en inglés)
- «Proposal for ... establishing a European Insurance and Occupational Pensions Authority» (pdf). European Commission. 23 de septiembre de 2009. Consultado el 15 de enero de 2011. (en inglés)
- «Proposal for ... establishing a European Securities and Markets Authority» (pdf). European Commission. 23 de septiembre de 2009. Consultado el 15 de enero de 2011. (en inglés)
- «Proposal for ... Community macro prudential oversight of the financial system and establishing a European Systemic Risk Board» (pdf). European Commission. 23 de septiembre de 2009. Consultado el 15 de enero de 2011. (en inglés)
- «Proposal for a COUNCIL DECISION entrusting the European Central Bank with specific tasks concerning the functioning of the European Systemic Risk Board» (pdf). European Commission. 23 de septiembre de 2009. Consultado el 15 de enero de 2011. (en inglés)